# Nisides Lichades Kai Thalassia Periochi
Nisides Lichades Kai Thalassia Periochi este o arie protejată (sit de importanță comunitară — SCI) din Grecia întinsă pe o suprafață de 398,63 ha, integral pe uscat.

## Localizare
Centrul sitului Nisides Lichades Kai Thalassia Periochi este situat la coordonatele 38°49′06″N 22°49′02″E / 38.81836°N 22.817216°E.

## Înființare
Situl Nisides Lichades Kai Thalassia Periochi a fost declarat arie specială de conservare în baza directivei 92/43 din 1992 referitoare la conservarea habitatelor naturale și a faunei și florei sălbatice pentru a proteja un număr necunoscut de specii din flora spontană și fauna sălbatică aflate în arealul zonei.

## Biodiversitate
Situată în ecoregiunile marină mediteraneană și mediteraneană, aria protejată nu include niciun habitat protejat.
La baza desemnării sitului se află un număr nedeclarat de specii protejate.